# Ильино (Волоколамский район)
Ильино — деревня в Волоколамском районе Московской области России. Входит в состав сельского поселения Осташёвское. Население — 8 чел. (2010).

## География
Деревня Ильино расположена на западе Московской области, в юго-западной части Волоколамского района, приблизительно в 26 км к западу от города Рузы и в 30 км к югу от города Волоколамска, на правом берегу реки Исконы (бассейн Москвы).
На территории зарегистрировано садовое товарищество. Ближайшие населённые пункты — село Карачарово и деревня Дьяково.

## Население
| 1852 | 1859 | 1926 | 2002 | 2006 | 2010 |
| ---- | ---- | ---- | ---- | ---- | ---- |
| 199  | ↘165 | ↘119 | ↘28  | ↘13  | ↘8   |

## История
В «Списке населённых мест» 1862 года Ильино — владельческая деревня 2-го стана Можайского уезда Московской губернии по левую сторону торгово-просёлочного Гжатского тракта, в 31 версте от уездного города, при реке Малой Искони, с 24 дворами и 165 жителями (81 мужчина, 84 женщины).
По данным 1890 года входила в состав Карачаровской волости Можайского уезда, число душ мужского пола составляло 77 человек.
В 1913 году — 23 двора.
По материалам Всесоюзной переписи 1926 года — деревня Карачаровского сельсовета Карачаровской волости Можайского уезда, проживало 119 жителей (32 мужчины, 87 женщин), насчитывалось 27 крестьянских хозяйств.
С 1929 года — населённый пункт в составе Можайского района Московского округа Московской области. Постановлением ЦИК и СНК от 23 июля 1930 года округа как административно-территориальные единицы были ликвидированы.
1929—1939 гг. — деревня Карачаровского сельсовета Можайского района.
1939—1954 гг. — деревня Карачаровского сельсовета Осташёвского района.
1954—1957 гг. — деревня Болычевского сельсовета Осташёвского района.
С 7 декабря 1957 года — деревня Болычевского сельсовета Можайского района, а с 31 декабря того же года — Болычевского сельсовета Волоколамского района.
1958—1963 гг. — деревня Болычевского сельсовета Волоколамского района.
1963—1965 гг. — деревня Болычевского сельсовета Волоколамского укрупнённого сельского района.
1965—1994 гг. — деревня Болычевского сельсовета Волоколамского района.
В 1994 году Московской областной думой было утверждено положение о местном самоуправлении в Московской области, сельские советы как административно-территориальные единицы были преобразованы в сельские округа.
1994—2006 гг. — деревня Болычевского сельского округа Волоколамского района.
С 2006 года — деревня сельского поселения Осташёвское Волоколамского муниципального района Московской области.